# Le Chantage (film)
Pour les articles homonymes, voir Chantage (homonymie).
Pour plus de détails, voir Fiche technique et Distribution.
Le Chantage ou Vies brisées au Québec (Butterfly on a Wheel) est un thriller américano-canado-britannique réalisé par Mike Barker, sorti en 2007.

## Synopsis
Abby et Neil Randall forment un couple heureux. Ils sont les parents d'une adorable petite fille, et ils ont une maison magnifique. Mais alors qu'ils partent en week-end en laissant leur petite fille Sophie à la maison avec une nounou, un individu armé surgit sur la plage arrière de leur voiture. Il leur annonce qu'il détient Sophie en otage et qu'ils doivent obéir à tous ses ordres s'ils veulent la revoir en vie. En acceptant de tuer un homme, ils pourront alors revoir leur fille vivante.

## Fiche technique
- Titre original : Butterfly on a Wheel
- Titres français : Le Chantage
- Titre québécois : Vies brisées
- Réalisation : Mike Barker
- Scénario : William Morrissey
- Direction artistique : Rob Gray
- Décors : Michael N. Wong
- Costumes : John Bloomfield
- Photographie : Ashley Rowe
- Montage : Guy Bensley et Bill Sheppard
- Musique : Robert Duncan
- Production : William Vince, William Morrissey et Pierce Brosnan
- Sociétés de production : Irish DreamTime et Infinity Features Entertainment
- Société de distribution : Lionsgate (États-Unis)
- Pays d’origine :  Canada,  États-Unis,  Royaume-Uni
- Langue originale : anglais
- Format : couleur
- Genre : Drame et thriller
- Dates de sortie :
  - États-Unis : 27 juillet 2007 (avant-première à Miami, Floride) ; 2 septembre 2007 (TV)
  - Canada : 27 septembre 2007 (Festival international du film de Calgary)
  - Belgique : 10 octobre 2007
  - France : 2 janvier 2008
- Public : Tous publics ; certaines scènes pourraient choquer la sensibilité des jeunes spectateurs.

## Distribution
Légende : Version Française = V.F.[réf. nécessaire] ; Version Québécoise = V.Q.
- Pierce Brosnan (V.F. : Emmanuel Jacomy ; V.Q. : Jean-Luc Montminy) : Tom Ryan
- Maria Bello (V.F. : Virginie Ledieu ; V.Q. : Nathalie Coupal) : Abby Randall
- Gerard Butler (V.F. : Éric Herson-Macarel ; V.Q. : Daniel Picard) : Neil Randall
- Emma Karwandy (V.Q. : Ludivine Reding) : Sophie Randall
- Claudette Mink (V.Q. : Camille Cyr-Desmarais) : Judy Ryan
- Desiree Zurowski (V.F. : Louise Lemoine Torrès) : Helen Schriver
- Nicholas Lea (V.F. : Bruno Choel ; V.Q. : Martin Watier) : Jeremy Crane
- Peter Keleghan (V.Q. : Tristan Harvey) : Karl Granger
- Samantha Ferris (V.Q. : Hélène Mondoux) : Diane
- Malcolm Stewart : Dave Carver
- Callum Keith Rennie (V.F. : Philippe Crubézy ; V.Q. : Patrice Dubois) : Inspecteur McGill
- Dustin Milligan (V.Q. : Hugolin Chevrette) : Matt Ryan